# Barbara Blanc
Barbara Blanc, nome d'arte di Barbara Gaburro (Salò, 3 agosto 1970), è un'attrice italiana, nota soprattutto per essere stata la protagonista del film di culto Sposerò Simon Le Bon.

## Biografia
Figlia d'arte, suo padre è il regista Bruno Gaburro mentre sua madre è l'attrice Erika Blanc. Nel 1990 è diventata Prima Miss dell'anno.
Al successo ottenuto con Sposerò Simon Le Bon non hanno fatto seguito lavori cinematografici importanti; ha tuttavia preso parte ad alcune fiction televisive, tra cui Rex e Don Matteo. Parallelamente a quella televisiva ha portato avanti l'attività teatrale, per poi abbandonare il mondo dello spettacolo. Stabilitasi sul lago d'Iseo, è diventata mamma e si occupa di contabilità.

## Filmografia

### Cinema
- Sposerò Simon Le Bon, regia di Carlo Cotti (1986)
- Il più bel giorno della mia vita, regia di Cristina Comencini (2002)
- Il cielo può attendere, regia di Bruno Gaburro (2005)

### Televisione
- Portami la luna, regia di Carlo Cotti – miniserie TV (1986)
- La signora della città, regia di Beppe Cino – miniserie TV (1996)
- Linda e il brigadiere – serie TV, episodio 1x04 (1997)
- Un posto al sole – serie TV (2001)
- Il maresciallo Rocca – serie TV, episodio 4x02 (2003)
- Don Matteo – serie TV, episodio 5x06 (2006)
- Rex – serie TV, episodio 2x04 (2009)

## Programmi televisivi
- Drim (1980)
- Foto Finish (1981)
- Ciao gente! (1983)